# Халлер, Хельмут
Хе́льмут Ха́ллер (нем. Helmut Haller; 21 июля 1939, Аугсбург — 11 октября 2012, Аугсбург) — немецкий футболист, полузащитник сборной ФРГ с 1958 по 1970 год (33 матча, 13 мячей), вице-чемпион мира 1966 года, третий призёр чемпионата мира 1970 года, участник чемпионата мира 1962 года, трёхкратный чемпион Италии в составах «Болоньи» и «Ювентуса».
После завершения своей игровой карьеры Халлер работал в ФК Аугсбург в качестве тренера, одновременно являясь вице-президентом клуба. Хельмут Халлер также оказал помощь эксклюзивному партнеру клуба компании Sortimo из Цусмарсхаузена в продвижении своей продукции на рынок Италии.

## Личная жизнь
Хельмут Халлер родился в семье сотрудника Немецкого рейхсбана и рос вмете с шестью братьями и сестрами в районе Оберхаузен в Аугсбурге. Из-за стройного телосложения получил прозвище «Хемад» (рубашка) в студенческой команде. Халлер также получил профессию механика на машиностроительном заводе. 
За спортивные успехи был награждён Серебряным лавровым листом 30 июля 1966 года. 
После окончания игровой карьеры работал тренером, также был вице-президентом клуба «Аугсбург» до 2010 года. Также являлся представителем аугсбургского клуба и производителя автомобильного оборудования Сортимо из Цусмарсхаузена. Владел и управлял модным бутиком в Аугсбурге. В местном избирательном объединении «Фрайе Бюргер Юнион» Халлер позже занял место в городском совете Аугсбурга. Однако, на выборах 10 марта 1996 года получил недостаточное количество голосов, чтобы войти в городской парламент.

## Достижения
- Чемпион Италии: 1964, 1972, 1973